# Hospital Nuncio Nuevo
El Hospital Nuncio Nuevo de la ciudad española de Toledo fue proyectado por Ignacio Haan entre 1789 y 1790, al iniciarse el reinado de Carlos IV. El edificio, cuyo nombre pasará igualmente al callejero toledano, representa una de las realizaciones más notables de la arquitectura hospitalaria del siglo XVIII en Europa, y fue concebido como hospital especializado para atender enfermos mentales. El 12 de junio de 1789 se colocó la primera piedra y en 1793 fue finalizado, siendo trasladados los enfermos en 1794.
Desde 1985, año en que el edificio fue rehabilitado, han tenido sede en él diversos servicios administrativos del Gobierno Regional, y actualmente acoge la sede de la Consejería de Economía y Hacienda.

## Descripción
La planta del edificio responde a una cruz, inscrita en un rectángulo, con capilla en el encuentro de sus dos ejes. 
Tiene el hospital en su fachada sur o principal dos alturas, sobre un basamento ciego de piedra, que le permite paliar el desnivel de la calle. En la fachada oriental cuenta igualmente con dos plantas; mientras que en las dos caras restantes se incorpora otra planta por debajo de las anteriores. En los paramentos de las fachadas, que son de ladrillo visto, destaca con fuerza el granito utilizado en las embocaduras de los huecos, esquinales, cadenetas y resaltos. Especialmente notable resulta ser el eje de entrada al edificio, para el que Haan ideó un pórtico toscano; sobre su cornisa se alza un segundo orden, esta vez jónico, que se concibe como pórtico abalconado. Todo este cuerpo lleva en alto un ático escalonado, sobre el cual se mueven dos «putti» que sostienen el escudo del cardenal Lorenzana. 
Del interior, lo más notable es el imponente desarrollo de la escalera principal, vinculada a la mencionada portada; ocupa todo el brazo sur, desde la crujía de fachada, y su recorrido permite, tanto acceder a la planta alta sobre el vestíbulo como llegar a la capilla de planta oval, en el centro del edificio. Además de su monumentalidad, sobre esquemas que entroncarían con las llamadas escaleras imperiales, Haan supo articular en este edificio una escalera funcional, que aglutina las zonas nobles del edificio: La crujía de la fachada principal y la capilla. 
Esta capilla, de planta oval y abovedada, se sitúa en el encuentro de los cuatro brazos que forman la cruz. Un elegante orden apilastrado corintio, entre cuyos capiteles penden guirnaldas, así como unas leves cabezas de ángeles sobre los medios puntos que iluminan el interior, hacen de esta capilla-oratorio una pieza notable. 
El edificio alberga cuatro patios iguales, que recuerdan el lenguaje elemental empleado por Sabatini en el Hospital General de Madrid. 